# Flow State
| Recensione    | Giudizio |
| ------------- | -------- |
| AllMusic      | [ 1 ]    |
| Consequence   | B+       |
| The Guardian  | [ 4 ]    |
| Rolling Stone | [ 5 ]    |
| Beat Magazine | [ 6 ]    |
| Herald Sun    | [ 7 ]    |
| Metacritic    | 76/100   |

Flow State è il primo album in studio di Tash Sultana, cantante e polistrumentista di nazionalità australiana.

## Tracce
Testi e musiche di Tash Sultana.
1. Seed (Intro) – 2:36
2. Big Smoke – 3:58
3. Cigarettes – 5:22
4. Murder to the Mind (Album Mix) – 4:16
5. Seven – 5:06
6. Salvation – 4:19
7. Pink Moon – 6:50
8. Mellow Marmalade – 3:52
9. Harvest Love – 6:05
10. Mystik (Album Mix) – 4:08
11. Free Mind – 3:25
12. Blackbird – 9:34
13. Outro – 1:51

Durata totale: 61:22

## Classifiche

### Classifiche settimanali
| Classifica (2018) | Posizione massima |
| ----------------- | ----------------- |
| Australia         | 2                 |
| Austria           | 43                |
| Belgio (Fiandre)  | 41                |
| Belgio (Vallonia) | 168               |
| Canada            | 22                |
| Germania          | 18                |
| Irlanda           | 67                |
| Nuova Zelanda     | 12                |
| Paesi Bassi       | 18                |
| Regno Unito       | 67                |
| Spagna            | 57                |
| Stati Uniti       | 51                |
| Svizzera          | 22                |